# Ecnomus pilophorus
Ecnomus pilophorus là một loài Trichoptera trong họ Ecnomidae. Chúng phân bố ở miền Ấn Độ - Mã Lai.